# Друга холерна пандемія
Друга холерна пандемія (також II пандемія 1826—1837 років; англ. second cholera pandemic (1826–1837), second Asiatic cholera pandemic) — вибухове поширення холери на значні території за межі ендемічної території Індії упродовж 1826—1837 років через Західну Азію до Європи та Америки, а також на схід до Китаю та Японії. Її поширення відбулося переважно на ті ж території, що й під час першої пандемії, проте відбулося й певне поширення на Східну Азію, чого не було раніше. Деякі науковці вважають, що друга пандемія тривала аж до 1851 року.

## Поширення пандемії
У 1826—1828 роках холера поширилась на схід від Індії, у Китай, Індокитай, а також на північний захід в Афганістан, Хіву та Бухару.
У Російській імперії хвороба з'явилася в Оренбурзі у 1829 році в результаті занесення бухарським караваном. Побоюючись холери, оренбурзький губернатор направив назустріч йому чиновника для особливих доручень з кількома сотнями козаків. На кордоні караван зупинили, після чого чиновник змусив купців заприсягтися на Корані, що серед них немає хворих. Потім від бухарців зажадали, щоб вони кидали один в одного шматки шерсті й бавовни з розпакованих тюків, а потім й пожували бавовну та шерсть. Усе це змусили купців «закусити» сухофруктами й ласощами, що були в каравані. Випробування пройшли успішно, караван пропустили, але в Оренбурзі незабаром почалися спалахи холери.
Тим часом хвороба 1830 року поширилася до країн Близького Сходу. У Єгипті померло до 150 тисяч жителів. Звідти відбувся новий занос до Російської імперії, в Астрахань командою військового брига з Ленкорані, потім вгору по Волзі до Москви. Величезне сприяння поширенню відбулося через артілі волзьких бурлак. Серед них було багато таких, що переховувалися від переслідувань влади. У їхньому розумінні навіть лікарі були представниками адміністрації, від яких слід було ховатися. Паніка виникла на Нижнєновгородському ярмарку, де холера через традиційне скупчення народу знайшла відмінні умови для свого розширення. «Жах розлився по вулицях. Багато заможних людей залишило місто, менш достатні намагалися, принаймні, запастися харчами на півтора місяці; ціна на потреби життя піднялася. Наступного дня не видно було жодного екіпажу, ворота були всюди замкнені…»
У Центральну і Західну Європу холера поширилася в 1831 році. У Лондоні загинуло 6 536 жителів, у Франції — близько 200 тисяч. Наступного року французькі колоніальні війська занесли холеру до Африки, а емігранти — у Північну Америку й Австралію. Після того як загалом 30 тисяч людей у Великій Британії померли від холери в 1831—1832 рр., нью-йоркська влада видала в червні 1832 року розпорядження, що жоден корабель не може наблизитися на 300 ярдів до будь-якого доку, якщо його капітан підозрює або знає про випадки холери на борту. Однак хвороба прорвалася в місто, загинуло близько 3 500 з 250 000 жителів міста, перш ніж холера стихла у вересні. Пандемія поширилася на всі континенти.
Під час російсько-польської війни 1830—1831 рр. тільки в російській армії від холери загинуло понад 12 тисяч військових. У Російській імперії за два роки перехворіло на холеру 534 тисячі жителів, померло 230 тисяч. О. І. Герцен писав:
«Я був під час жорстокої холери 1849 в Парижі. Хвороба лютувала страшно. Червневі спеки їй допомагали, бідні люди мерли як мухи; міщани бігли з Парижа, інші сиділи під замком. Уряд … не думав застосовувати дієвих заходів. Бідні працівники залишалися покинутими напризволяще, в лікарнях не було достатньо ліжок, у поліції не було достатньо трун, і в будинках, переповнених різними родинами, тіла залишалися дня по два у внутрішніх кімнатах».
За другої пандемії холеру 1830 року було вперше занесено в Україну. Поширенню її сприяла російсько-османська війна, коли військо почало повертатися з бойових дій. Холера свого апогею досягла в Україні 1831 року. Точних даних про захворювання та смертність нема, але відомо, наприклад, що в невеликому селі Подосах на Бердичівщині, від холери щоденно вмирало до 8 осіб. Станом на середину літа 1831 від холери померло не менше 26 946 осіб.

## Холерні заворушення
У багатьох містах Російської імперії виникали «холерні» бунти, приводом до яких було встановлення суворих карантинно-поліцейських заходів. Микола Гоголь писав у 1831 році з Петербурга Василю Жуковському в Царське село: «… карантини перетворили ці 24 версти [до вас] в дорогу з Петербурга на Камчатку». Олександр Пушкин записав у щоденнику за 26 липня 1831 року наступне 
|  | «Тільки-но встиг я приїхати [в село], як дізнаюся, що біля мене оточують села, засновуються карантини. Народ нарікає, не розуміючи суворої необхідності і вважаючи за краще зло невідомості і загадковість незвичного своїм утискам. Заколоти спалахують то тут, то там». «У минулому році карантини зупинили всю промисловість, загородили шлях обозам, привели в злидні підрядників і візників, припинили доходи селян і поміщиків і мало не збунтували 16 губерній... Кілька мужиків з дрючками охороняли переправу через якусь річку. Я став розпитувати їх. Але ні вони, ні я добре не розуміли, навіщо вони стоять тут з дрючками і з велінням нікого не пускати. Я доводив їм, що, ймовірно, десь заснований карантин, що я не сьогодні, так завтра на нього натраплю, і на доказ запропонував їм срібний рубль. Мужики зі мною погодилися, перевезли мене і побажали «многая літа». |

Набуло значного поширення хабарництво серед карантинних чиновників. За хабар можна було скоротити час перебування в ізоляції з 2-х тижнів до всього двох годин. О. Пушкин тоді ж записав у своєму щоденнику: «Зловживання нерозлучні з карантинними постановами, яких не розуміють ні ті люди, що в карантинах використовуються, ні народ…».
Такі ж заворушення відбувалися в 1830-х роках в Угорщині, де народ підозрював у спалахах холери отруєння. Хлорне вапно, що вживалася для дезінфекції, люди визнали за отруту і змусили лікарів її ковтати, на доказ нешкідливості.
У липні 1831 року найбільше селянське повстання в XIX столітті сталося у Східній Словаччині. Приводом до нього послужила холера. Санітарні заходи уряду Австрійської імперії (заборона на торгівлю, пересування населення, хлорування води тощо) породили чутки, що «пани труять простий народ». Повстання спалахнуло в Кошицях, потім поширилося на райони Земплін і Шариш. У ньому брало участь близько 40 тисяч людей. Тільки до листопада того року воно було з великими труднощами і жертвами придушене регулярними імперськими військами.
У 1832 році в Бірмінгемі рознеслася чутка, що ховають ще живих людей, хворих на холеру. Натовп кинувся на кладовище, розривав могили, переламав труни і вбив кілька осіб, запідозрених в уявному злочині. У той же рік в Манчестері тисячі людей зібралися в один ранок на вулиці; серед натовпу несли на носилках обезголовлений труп дитини, у якого лікар відрізав голову для анатомічних досліджень. Натовп містян вважав, що дитина убита лікарями холерного госпіталю, і збирався його зруйнувати. Бунт був придушений військами.

## Народні повір'я того часу
У Росії в ті роки поширюється назва хвороби «корчова» через характерні судом м'язів. А в російських народних переказах холеру стали ототожнювати із злісною старою зі спотвореним обличчям. Також уявляли її як пошесть, що літає над селами у вигляді величезної чорної птиці зі зміїними головами і хвостом. Літає вона вночі, і де зачепить воду залізним крилом, там вибухне мор. Рятуватися від неї слід, йдучи в нетоплену лазню, де треба залізти на полицю і прикинутися мертвим. Також треба замкнути двері в будинках: хвороба вирішить, що нікого немає, і піде. В Україні вірили, що вона носить червоні чоботи, може ходити по воді, безперестанку зітхає і ночами бігає по селу з вигуком: «Була біда, буде хвацько!». Де вона зупиниться переночувати, в тому будинку не вціліє в живих жодної людини.